# Stenospermation gentryi
Stenospermation gentryi är en kallaväxtart som beskrevs av Thomas Bernard Croat. Stenospermation gentryi ingår i släktet Stenospermation och familjen kallaväxter. Inga underarter finns listade.